# 자유여자
"자유여자"는 1990년에 개봉한 대한민국의 영화이자 박호태 감독이 80년대초 연출, 관객40만을 돌파하며 전국 극장가를 휩쓸었던 <자유부인>의 속편격이었는데 김정아(본명 김진희)가  남편의 외도를 목격하고 한때 타락하다 딸 때문에 결국 참회의 눈물을 쏟는 유부녀 혜수 역을 맡고 전라(全裸)까지 불사하는 연기력을  발휘하기도 했다.

## 캐스팅
- 김정아
- 박일
- 전호진
- 곽은경
- 이은주
- 윤일주
- 이경려
- 이재은
- 박예숙
- 유경애